# Inevitable End
Inevitable End est un groupe suédois de death metal, originaire de Alingsås. Après deux démos en 2004 et 2006, le groupe signe au label Relapse Records, et publie son premier album, The Severed Inception, en 2008. Ils reviennent en 2011 avec un deuxième album intitulé The Oculus.

## Biographie
Inevitable End est formé en 2003 à Alingsås, en Suède. Leurs influences musicales se situent au départ entre le thrash metal et le death metal. Le groupe enregistre deux démos, une intitulée Inevitable End en 2004, et une autre en 2006, Reversal. Chacune d'elles est composée de trois titres durant environ quinze minutes. 
Après quelques années à faire du thrash, le groupe quitte Jönkoping pour Gothenburg (toujours en Suède), où les membres procèdent à de grands changements de formation. Les nouveaux membres, plus stables, (Andreas Gerdén, Marcus Bertilsson, Emil Werdesdahl et Joakim Malmborg) passent la majeure partie de l'année 2007 en studio d'enregistrement. Avec une redirection de style plutôt radicale, le groupe signe son premier album en novembre 2008 avec Relapse Records, The Severed Inception. Cet album dénote un style expérimental, grindcore technique, avec des accents death metal. S'ensuit des tournées en 2009 en Norvège, Finlande, République tchèque et Suisse, ainsi bien sûr qu'en Suède.
Le 13 octobre 2010, le groupe annonce avoir terminé son deuxième album, The Oculus. Ils changent de bassiste pour Johan Ylenstrand (également guitariste du groupe de grindcore Exhale), et reviennent en 2011 pour signer leur deuxième album, où ils poursuivent leur travail d'expérimentation en matière de sons aussi brutaux que rythmés. En février 2013, ils se séparent de Ylenstrand.

## Membres

### Membres actuels
- Andreas Gerdén - chant
- Marcus Bertilsson - guitare
- Joakim Malmborg - batterie

### Anciens membres
- Emil Westerdahl - basse
- Christoffer Jonsson - batterie
- Joakim Malmborg - batterie, guitare (?-2011)
- Jonas Arvidson - guitare
- Magnus Semerson - chant
- Andreas Gerdén - chant (?-2011)
- Joakim Bergquist - chant, basse
- Johan Ylenstrand - basse (2011-2013)